# Étienne Fague
Étienne Fague est un acteur suisse, principalement connu pour avoir joué les rôles de Lionel de Gaunes dans la série télévisée Kaamelott, de Mique dans la série télévisée Hero Corp et de Régis Jaffart dans la série Pep's.

## Biographie
Il a été formé à l’ENSATT (École nationale supérieure des arts et techniques du théâtre), dont deux ans à Paris, puis un an à Lyon. Il représente son école lors du compagnonnage des 3-8 et rencontre alors Nicolas Gabion avec qui il sympathise. Ils se retrouveront ensuite dans la série Kaamelott.
À sa sortie d'école en 1998, il s'intéresse alors aux arts du cirque. Il postule à la compagnie Jo bithume pour un spectacle de rue, « Hello, Mr Jo », qu'ils joueront dans toute l’Europe. En parallèle, Michel Dubois lui propose le spectacle « Encore des cadavres qui passent », avec Josée Drevon.
En 2001, il commence à jouer avec "La fanfare" un spectacle musical de la compagnie Jo bithume. Ils traverseront toute l’Europe, la Chine et la Russie. Le spectacle a fêté sa 250e en 2008.
En parallèle de cette nouvelle expérience de rue, Michel Dubois désirait donner un caractère artistique à l’administration du CDN de Besançon. Pendant 4 ans, jusqu’en 2004, il a donc joué des pièces (toujours avec Josée Drevon), en lien direct avec les relations publiques, tout en étant responsable du cycle de lecture « de verre en prose ».

## Filmographie
- 2004 : Les Passeurs de Didier Grousset : Allemand bus 2 (téléfilm)
- 2007 : Off Prime : Franck-Philippe (saison 1, épisode 2)
- 2007 - 2009 : Kaamelott de Alexandre Astier : Lionel de Gaunes
- 2012 : Le Train Bleu de Stéphanie Assimacopoulo, court-métrage
- 2013 à 2015 : Pep's de Céline et Martin Guyot : Régis Jaffart, professeur de mathématiques et de physique-chimie
- 2013 : Réveillon de Anne-Gaëlle Daval : Yvan
- 2017 : L'histoire de la drague dans La Folle soirée du Palmashow 3
- 2008 - 2017 : Hero Corp de Simon Astier et Alban Lenoir : Mique
- 2020 : Kaamelott : Premier Volet d'Alexandre Astier : Lionel de Gaunes
- 2024 : Laissez-moi, de Maxime Rappaz : Le directeur du centre d'accueil

## Théâtre
- 2001 : Solness le constructeur d'Henrik Ibsen, mise en scène Michel Dubois, Nouveau théâtre d'Angers, Nouveau Théâtre de Besançon
- 2002 : Brutopia de Howard Barker mise en scène Guillaume Dujardin
- 2002 : Vêtir ceux qui sont nus de Luigi Pirandello, mise en scène de Michel Dubois CDN de Besançon
- 2008 : happy Child de Nathalie Béasse, CNDC Angers, Théâtre de la Bastille Paris et tournée
- 2009 : Liliom mes Frederic Bélier-Garcia NTA Angers
- 2010 : Andy et moi de Josée Drevon, inspiré d'Andy Warhol
- 2011 : Wonderful World de Nathalie Béasse
- 2012 : Cosmos de Dorian Rossel La Bâtie Genève et Vidy-Lausanne
- 2013 : Tout semblait immobile de Nathalie Béasse
- 2014 : Roses de Nathalie Béasse
- 2015 : How to Pass, Kick, Fall and Run de Merce Cunningham, Robert Swinston, John Cage